# Xylovirgata pseudobaccharis
Xylovirgata es un género monotípico de plantas herbáceas, perteneciente a la familia Asteraceae. Su única especie Xylovirgata pseudobaccharis, es originaria de México.

## Taxonomía
Xylovirgata pseudobaccharis fue descrita por (S.F.Blake) Urbatsch & R.P.Roberts y publicado en Sida 21(1): 256. 2004.